# OS/360
OS/360 ist ein Betriebssystem mit Stapelverarbeitungsfähigkeit von IBM aus den 1960er-Jahren für die System/360-Großrechner. OS/360 gehörte zu den ersten Betriebssystemen, die Massenspeicher mit direktem Zugriff (z. B. Festplatten) ermöglichten.

## Geschichte
OS/360 wurde als eine Familie von drei Steuerungsprogrammen entwickelt, wobei jedes neue Programm sowohl größer als auch mit mehr Funktionalität ausgestattet war. Die einfachste Version, das PCP (engl. Primary Control Program), konnte jeweils einen Task ausführen und musste somit die Jobs sequenziell bearbeiten. Die nächste Version, das MFT (engl. Multiprogramming with a Fixed number of Tasks), fügte dem Funktionsumfang ein beschränktes Multitasking hinzu. Es konnten nur eine fest definierte Anzahl von Tasks gleichzeitig ausgeführt werden, wobei die notwendigen Speicherzuweisungen für die Jobs vor ihrem Start fest definiert werden mussten. Die letzte Version, das MVT (engl. Multiprogramming with a Variable number of Tasks), erlaubte das Ausführen einer beliebigen Anzahl von Tasks sowie eine dynamische Speichernutzung durch die Tasks, d. h. der einem Task zugeordnete Speicherbereich konnte sich während der Ausführung vergrößern oder verkleinern. OS/360 führte auch die Job Control Language (JCL) ein.
OS/360 wurde verspätet ausgeliefert, da es bei IBM zu einer Kombination mehrerer organisatorischer Probleme kam. Das ganze Projekt war technisch sehr anspruchsvoll und IBM verfügte noch nicht über die notwendige Erfahrung mit derart großen Softwareprojekten. Die laut der Ankündigung 1964 ursprünglich geplanten Auslieferungstermine im Jahr 1965 für die einfachste Version bzw. 1966 für die beiden anderen Versionen konnten nicht eingehalten werden. PCP konnte erst 1966, MFT und MVT konnten erst 1967 ausgeliefert werden.

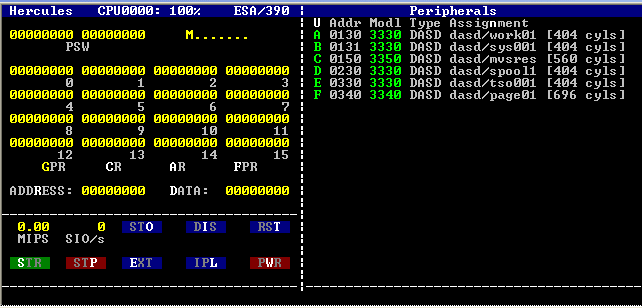
MVS per Emulator Hercules

OS/360 wurde weiterentwickelt, als später Hardware mit der Fähigkeit zur virtuellen Adressierung für die System/370-Reihe zur Verfügung stand. Aus MFT wurde OS/VS1, aus MVT OS/VS2; später wurde OS/VS2 nach seiner Weiterentwicklung in MVS (engl. Multiple Virtual Storage) umbenannt.
Heute ist OS/360 public domain und kann kostenlos heruntergeladen werden. Neben der ursprünglichen System/360-Hardware kann OS/360 heute auch auf Windows- und Linux-Systemen mit dem freien Hercules-Emulator ausgeführt werden.